# ゲッティンゲン郡
ゲッティンゲン郡 (ドイツ語: Landkreis Göttingen) はニーダーザクセン州の最も南に位置する郡であり、上級中心都市ゲッティンゲンを含む。本郡は2016年11月1日に、当時のゲッティンゲン郡とオステローデ・アム・ハルツ郡が合併して成立した郡で、人口約 33万人、面積は 1,753.41 km2 である。郡庁所在地はゲッティンゲンである。この街の特別な地位については、ニーダーザクセン州市町村体制法 (NkomVG) に基づき規定されている。
ゲッティンゲン郡内には、UNESCO世界遺産「ランメルスベルク鉱山、歴史都市ゴスラーとオーバーハルツ水利管理システム」の構成資産がヴァルケンリート修道院、ヴィーゼンベーカー池、エルンスト＝アウグスト坑の 3か所ある。

## 地理

### 位置
本郡はニーダーザクセン州の最南端に位置し、東部はハルツ山地の一部であるオーバーハルツおよびミッテルハルツを含み、西部はヴェーザー山地を含む。最高地点はハルツ山地のアウフ・デム・アッカー連山 (865 m)、シュテーバーハイ (720 m)、グローサー・クノレン (687 m)、ラーヴェンスベルク (659m) である。主な河川は、郡庁所在地ゲッティンゲンを流れるライネ川である。ヘッセン州に突き出したハン・ミュンデン周辺地域をヴェラ川がかすめている。

### 郡域の広がり
郡の北端はヴィルデマン近郊の北緯51.83°、南端はニーステ近郊の北緯51.29°である。西端はヴァーンハウゼン近郊の東経9.55°、東端はローテジュッテ近郊の東経10.68°である。東西の幅は約 80 km、南北の幅は約 59 km である。

### 隣接する郡
本郡は、北から時計回りに以下の郡と境を接している: ノルトハイム郡、ゴスラー郡（ともにニーダーザクセン州）、ノルトハウゼン郡、アイヒスフェルト郡（ともにテューリンゲン郡）、ヴェラ＝マイスナー郡、カッセル郡、郡独立市カッセル、および飛地のグート・クラーゲンホーフ（以上ヘッセン州）である。

### 山
最も大きな山は、ハルツ山地の山々である。たとえば、アウフ・デム・アッカー連山 (865 m)、シュテーバーハイ (720 m)、グローサー・クノレン (687 m)、ラーヴェンスベルク (659 m)、クンメルベルク (536 m)、ハウスベルク (420 m) などである。このほかにミュンデン自然公園のハーファーベルク(581 m)、クライナー・シュタインベルク (542 m)、ホーエ・ハーゲン (493 m)、ブラッケンベルク (461 m)、グローサー・シュタウフェンベルク (427 m)、トーテンベルク (408 m) などもある。

### 水域
ゲッティンゲン郡で最も有名な水域は、ゼーブルク湖、ルーメ水源、ユース湖、ゼーゼ堰、オーデルタール堰、およびUNESCO世界遺産に指定されているヴィーゼンベーカー池とプリオール池周辺の修道院池水地方である

### 自然保護地区
旧ゲッティンゲン郡には保護すべき危機に瀕した自然保護地区 (NSG) が6か所ある:
- NSG ヒューナーフェルト
- NSG ルーメアウエ/エラーニーデルング/ギラースハイマー・バッハタール
- NSG ゼーブルガー・ゼー
- NSG トーテンベルク
- NSG オッセンベルク - ファーレンブッシュ

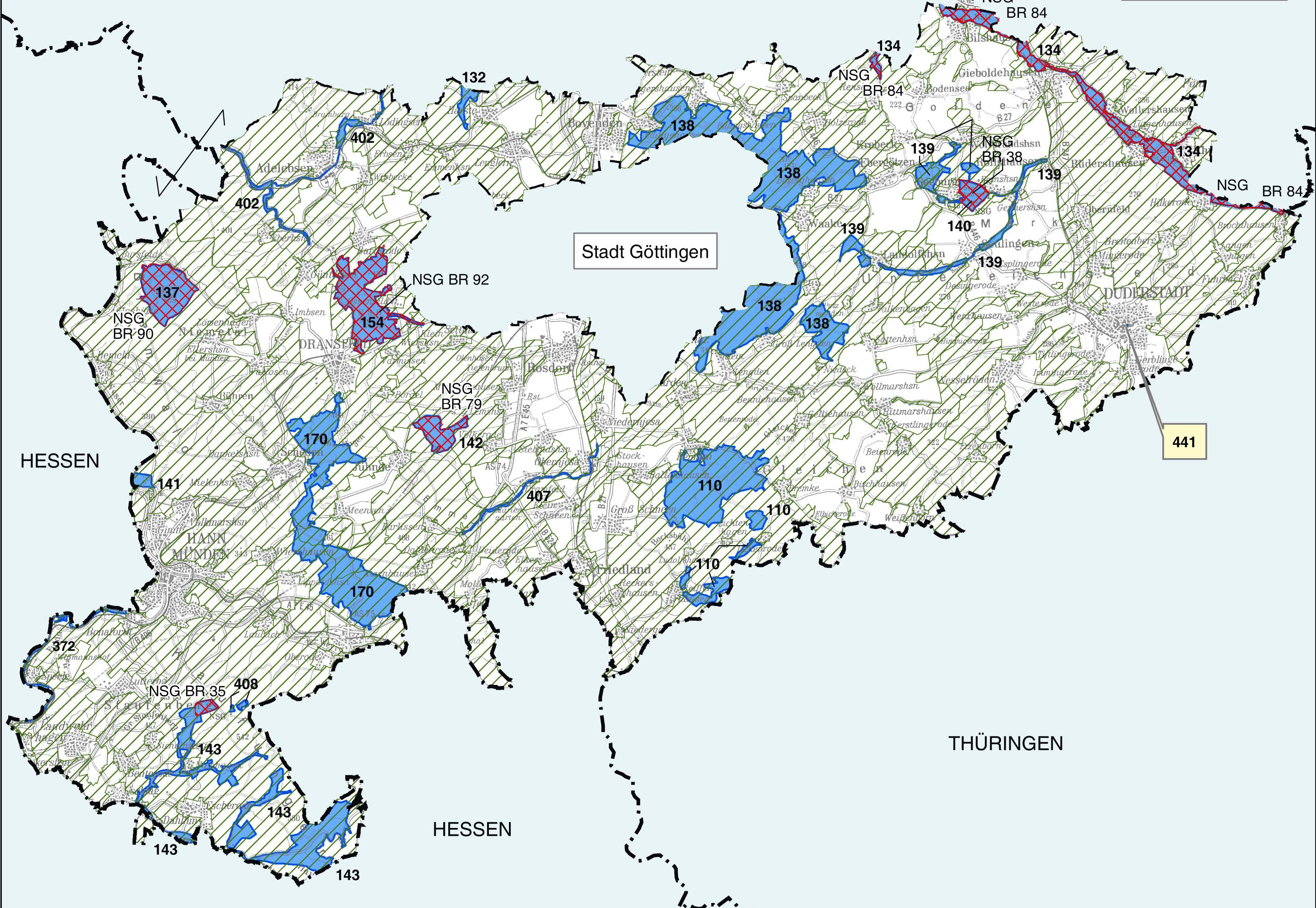
ゲッティンゲン郡の動植物生息地指令図

- NSG グローサー・ライネブッシュ

### 風致保護区
自然保護地区のほかに、郡議会により以下の風致保護地区 (LSG) が指定されている:
- LSG ライネベルクラント
- LSG ウンテーレス・アイヒスフェルト
- LSG ヴェーザーベルクラント

郡南部の近郊型保養地を奨励する目的で、さらに種やビオトープの多様性を考慮して1959年にミュンデン自然公園（当時はミュンデン郡）が指定された。
右の図は、EUが2006年まで設けていたゲッティンゲン郡の動植物生息地指令に基づいて作成されている。赤いハッチングがつけられた地域は自然保護地域を表している。

## 歴史
「ハノーファー州のアムトおよび郡体制に関する政令」の「改編」の項で、ゲッティンゲン郡（Kreis Göttingen、ゲッティンゲン徴税郡とも呼ばれる）が1867年に初めてプロイセン王国ハノーファー州に設けられた。この郡は、それまでのゲッティンゲン郡独立市、ハン・ミュンデン郡独立市、アムト・ゲッティンゲン、アムト・ミュンデン、アムト・ラインハウゼンから、税制および軍制整備の目的で設けられた。
一般行政改革のための「ハノーファー州の郡条例」の施行により、1885年にゲッティンゲン郡 (Landkreis Göttingen) が創設された。この郡はアムト・ゲッティンゲンとアムト・ラインハウゼン（ただし、メーンゼンとグーツベツィルク・エレローデはミュンデン郡に編入された）から形成された。この新しい郡はヒルデスハイム県に属し、郡庁所在地は郡独立市のゲッティンゲンに置かれた。

1973年から2016年までのゲッティンゲン郡の市町村図

### 1973年
ゲッティンゲン郡は、1973年1月1日の地域改編に伴い新たに制定された。新しいゲッティンゲン郡は、1885年に制定されたゲッティンゲン郡（1964年からはそれまで郡独立市であったゲッティンゲン市もこの郡に含まれた）、ドゥーダーシュタット郡、ミュンデン郡と、ノルトハイム郡のアーデルエプゼンおよびウンタービリングスハウゼン、オステローデ・アム・ハルツ郡のリュトゲンハウゼンとヴォラースハウゼンから創設された。当時のドゥーダーシュタット郡の人口は約 41,000人、ミュンデン郡は約 45,000人、旧ゲッティンゲン郡（ゲッティンゲン市を除く）は約 50,000人、ゲッティンゲン市は110,000人以上であった。

### 2016年
2012年から2013年にゲッティンゲン郡とオステローデ・アム・ハルツ郡、ノルトハイム郡を統合する計画が立案された。その主な動機は、州政府の統合による新ゲッティンゲン郡への負債免除、いわゆる「統合報奨金」制度であった。これは2013年3月31日までに統合を決議することが条件であった。負債免除のほかにも、郡は今後数十年間に起こるであろう人口減少に起因する将来の収入源に対する歯止めとなることを期待した。
2013年初め、ノルトハイム郡がこの協議から撤退した。2013年2月半ば、ゲッティンゲン郡とオステローデ郡のみの合併が調印された。ゲッティンゲン郡の郡議会（2013年3月6日）とオステローデ郡の郡議会（2013年3月11日）は合併協議結果の受諾を決議した。2013年8月28日ゲッティンゲン郡議会は賛成多数で合併を決定した。
2014年2月1日に該当する郡域変更協定で定められたゲッティンゲン郡とオステローデ・アム・ハルツ郡との合併は2016年11月1日に施行され、ゲッティンゲン郡を郡庁所在地とする新たなゲッティンゲン郡が誕生した。ドゥーダーシュタットとハン・ミュンデンの郡行政の支所は引き続き業務を継続した。さらに、オステローデに新たな支所が設けられた。

## 人口推移
ゲッティンゲン郡は1964年、1973年、2016年に拡大している。
| 年   | 人口    | 出典   |
| ---- | ------- | ------ |
| 1890 | 32,777  | [ 14 ] |
| 1900 | 33,261  | [ 14 ] |
| 1910 | 34,028  | [ 14 ] |
| 1925 | 36,355  | [ 14 ] |
| 1939 | 38,394  | [ 14 ] |
| 1950 | 65,411  | [ 14 ] |
| 1960 | 62,200  | [ 14 ] |
| 1970 | 155,400 | [ 15 ] |
| 1980 | 259,200 | [ 16 ] |
| 1990 | 256,744 | [ 17 ] |
| 2000 | 265,396 | [ 17 ] |
| 2010 | 257,840 | [ 17 ] |
| 2015 | 255,653 |        |
| 2020 | 323,900 |        |

## 行政

### 郡長
1973年の地域再編以後の郡長を列記する。
- 1973年 - 1976年　ヴィリ・デーリング (CDU)
- 1976年 - 1981年　クラウス・ペーター・ブルンス (SPD)
- 1981年 - 1991年　ヴィリ・デーリング (CDU)
- 1991年 - 2003年　ハインリヒ・レーバイン (SPD)
- 2003年 - 2011年　ラインハルト・シェルマン (CDU)
- 2011年 - 2021年　ベルンハルト・ロイター (SPD)、1999年から2011年までオステローデ・アム・ハルツ郡の郡長を務めていた。
- 2021年 - 　マルツェル・リーティヒ (SPD)

### 郡議会
2021年9月12日の郡議会選挙以降の議席配分を以下に示す。
| 政党名                                        | 得票率 | 議席数 |
| --------------------------------------------- | ------ | ------ |
| ドイツ社会民主党 (SPD)                        | 32.7   | 22     |
| ドイツキリスト教民主同盟 (CDU)                | 27.6   | 18     |
| 同盟90/緑の党 (Grüne)                         | 19.0   | 13     |
| 自由民主党 (FDP)                              | 6.7    | 5      |
| 左翼党 (Linke)                                | 4.1    | 3      |
| ドイツのための選択肢 (AfD)                    | 3.3    | 2      |
| Freie Wähler im Landkreis Göttingen (FWLG)    | 3.2    | 2      |
| パルタイ (PARTEI)                             | 1.9    | 1      |
| ドイツ海賊党 (Piraten)                        | 0.6    | 0      |
| Basisdemokratische Partei Deutschland (Basis) | 0.3    | 0      |
| Bürgerforum Hann. Münden (BFHM)               | 0.3    | 0      |
| Bürgerinitiative Bad Lauterberg (BIBL)        | 0.2    | 0      |
| Bürgerliste Walkenried (BLW)                  | 0.1    | 0      |
| Liberal-Konservative Reformer (LKR)           | 0.1    | 0      |

### 紋章
2016年10月31日までの旧ゲッティンゲン郡の紋章の図柄は以下の通り: 頂部は赤地で、その中に歩く青い爪と舌を見せる金の獅子。その下の主部は金地で、銀の逆Y字が描かれた赤い盾と白い円形の上に描かれた6本スポークの赤い輪が壁の留め具で上下に留められている。
2016年11月3日に制定された新郡の基本条例には上記と同様の記述がなされている。

### 姉妹自治体
ゲッティンゲン郡は、以下の自治体と姉妹自治体関係にある。
- ストラウド（英語版）（イギリス、グロスタシャー）1951年
- シュレンヌ（フランス、オー＝ド＝セーヌ県）1959年
- ハックニー・ロンドン特別区（イギリス、ロンドン）1973年
- フェイェール県（ハンガリー）

## 文化と見所

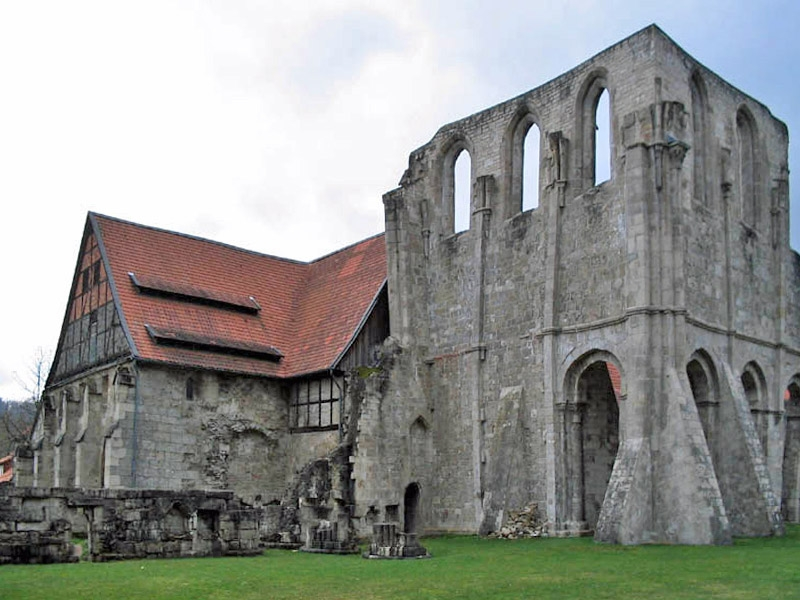
ヴァルケンリート修道院跡

ゲッティンゲン郡内には、ボーヴェンデンの高台に中世の城趾であるプレッセ城があり、ハン・ミュンデンにヴェルフ家の城館がある。このほかに、ハルツ地方には、イーベルガー鍾乳洞の洞窟体験センター、ヴェルフ家のヘルツベルク城館、アインホルン洞窟とシャルツフェルトの石造教会、シャルツフェルス城趾、UNESCO世界遺産のヴァルケンリート修道院がある。さらに、ゲッティンゲン、オステローデ・アム・ハルツ、ドゥーダーシュタット、ハン・ミュンデンなどの旧市街も見所である。
文化施設保護のために、1989年に南ニーダーザクセン風致連盟が設立され、2004年には南ニーダーザクセン基金が創設された。

## 経済と社会資本

### 交通
地理上の制約から、ゲッティンゲン郡の主要な交通軸は南北方向である。

#### 鉄道
重要な南北の交通軸はライネ川の谷に沿って郡と郡庁所在都市を貫いている。ここには郡内で最も古い鉄道路線と最も新しい鉄道路線が並行して通っている。早くも1854年には、宮廷所在地のハノーファーからゲッティンゲンへの路線がハノーファー王立国営鉄道によって設けられた。この路線は1856年にドランスフェルトおよびハン・ミュンデンを経由してカッセルにまで達した（ハノーファー南鉄道）。1991年から営業運転を行っているドイツ鉄道の高速路線ハノーファー - ヴュルツブルク線は、これとほぼ同じルートを通っている。
本郡にはミュンデナー・トンネル（10,525 m、ドイツで2番目に長いトンネル）とラウエベルクトンネル（5,210 m）のニーダーザクセン州で最も長い2つのトンネルがある。
1867年に鉄道ゲッティンゲン - フリートラント - アーレンスハウゼン（- ハレ）線が開通した。1872年にアーレンハウゼン - ハン・ミュンデン間がアイヒェンベルクとヘーデミュンデン経由で結ばれ（ハレ - ハン・ミュンデン線）、1876年にはフリートラント - アイヒェンベルク - エシュヴェーゲ（- ベーブラ - フランクフルト、旧南北線）が続いた。
1868年/1869年からヘルツベルクを経由するノルトハイム - ノルトハウゼン線が開通し、1870年/1871年にこの路線からオステローデを経由するヘルツベルク - ゼーゼン線が分岐した。
早くも1884年にはすでにアーレンハウゼン - フリートラント間が営業を停止し、1980年にドランスフェルダー・ランペ（ゲッティンゲン - ドランスフェルト - ミュンデン）も廃止された。
1910年にプロイセン邦有鉄道はヴェーザーベルクラントへのゲッティンゲン - ボーデンフェルデ線（オーバーヴェーザー鉄道）が営業を開始した。
ゲッティンゲン軽便鉄道AG（後のガルテタール鉄道）がアイヒスフェルトまでの東周辺部を狭軌鉄道で結んだ。この鉄道は、1897年にリットマールスハウゼンまで、1907年にドゥーダーシュタットまで開通した。ドゥーダーシュタットからは、プロイセン邦有鉄道が1889年にすでにヴルフテンまで、1897年にライネフェルデまで営業していた。1911年からはさらに東部では、ブライヒェローデ - ヘルツベルク線が郡内を通っている。ギッテルデ - バート・グルント線、オステローデ - クライエンゼン線、ヘルツベルク - ジーベルタール線、シャルツフェルト - ザンクト・アンドレアスベルク線、軽便鉄道のヴァルケンリート - ブラウンラーゲ/タンネ線およびエルリヒ - ツォルゲ線が廃止された。

#### バス
ゲッティンゲン郡は南ニーダーザクセン交通連盟 (VSN) の一部である。ゲッティンゲン市内とそこからボーヴェンデンやロスドルフへは、ゲッティンゲン交通会社GmbH (GöVB) のバスが運行している。ハン・ミュンデンではバス会社ブラウンシュヴァイク地方バス GmbH の市内バスが運行している。郡内の都市部以外では VSN に加盟する様々なバス会社のローカルバス網がある。
カッセル寄りの市町村シュタウフェンベルクとハン・ミュンデンは、北ヘッセン交通連盟 (NVV) への移行地域にあたる。この地域内ではVSN料金だが、カッセルやヴィッツェンハウゼン行きについてはNVV料金が適用される。

#### 道路
郡内を南北に連邦アウトバーンA7号ハノーファー - カッセル線が通っている。ドランメタール・ジャンクションから連邦アウトバーンA38号線がハレ (ザーレ) に向かって分岐する。さらに連邦道B3号線とB27号線が、ほぼ郡内の南北軸および東西軸となっている。B27号線は東に位置するアイヒスフェルトから来てゲッティンゲンで南へ進路を取る。B3号線は北から真っ直ぐにやって来てゲッティンゲンで南西に進路を変える。

### 経済
ゲッティンゲン郡内の経済振興は、ゲッティンゲン地方経済振興団GmbH が担っている。この機関は、郡および南ニーダーザクセン地方の経済、文化、社会全体の発展と成長を奨励する南ニーダーザクセン基金を運用している。

### 健康・医療
郡内には、13施設、合わせて3,266床の病院がある。（2012年現在）

### メディア

#### 出版
ゲッティンゲン郡内には4紙の日刊紙があり、その購読地域は1972年のニーダーザクセン州の市町村再編以前にあった旧郡に対応している。旧ゲッティンゲン郡では「ゲッティンガー・ターゲブラット」(GT)、旧ドゥーダーシュタット郡では「アイヒスフェルダー・ターゲブラット」(ET)、旧ハン・ミュンデン郡では「ミュンデナー・アルゲマイネ」(HMA) 、旧オステローデ郡では「ハルツ・クリーアー」(HK) が刊行されている。「ハルツ・クリーアー出版会社 mbH & Co. KG」 のハルツ・クリーアー紙は1997年からオステローデ郡で唯一の日刊紙である。この新聞は、2006年にヘルツベルクの「ユングファー印刷・出版 GmbH」から分離され、それ以後ブラウンシュヴァイクで印刷されている。地方版以外の一般記事もヴォルフスブルクで制作されている。
GTとETは、「ハノーフェルシェ・アルゲマイネ・ツァイトゥング」(HAZ) や「ノイエ・プレッセ」を刊行しているマドザック・グループに属している。全国面はHAZによって短縮され、新たな紙面に構成される。GTとETの地方面は協力しており、それぞれの地域での興味に応じて、それぞれ異なる紙面となる。ETの読者には、郡全体に関わる上級中心都市ゲッティンゲンに関するGTの地方面の要約縮刷版が定期的に送られる。両紙はこのほかに共通のウェブサイトを運営している。
一方、HMAはイッペン出版（ミュンヒナー・メルクールの出版社）に属すカッセルの「ヘッシシュ＝ニーダーゼクジシェ・アルゲマイネ」(HNA) の地方版である。全国面はカッセルでまとめて編集される。ニーダーザクセン州およびゲッティンゲン郡に関する報道はゲッティンゲンとハノーファーの編集部で構成される。ニーダーザクセン州内で個別の地方面編集を行っているHNAの地方紙はこの他に、ノルトハイム郡ウスラーの「ゾリンガー・アルゲマイネ」、同郡の郡庁所在地ノルトハイムの「ノルトハイマー・ノイエステン・ナハリヒテン」、および「ハルツ・クリーアー」がある。

#### ラジオとテレビ
ニーダーザクセン州に属すゲッティンゲン郡はNDRの放送地域である。NDRはゲッティンゲンにスタジオを有しているにもかかわらず、本郡向けの定期的なNDR放送プログラムはない。NDRのブラウンシュヴァイク・スタジオからのニーダーザクセン州東部および南部に関する定期的な報道番組では、この郡のニュースが少なからぬ部分を占める。
旧ゲッティンゲン郡および旧ドゥーダーシュタット郡の一部、旧ハン・ミュンデン郡の周辺部のごく一部では、詳しいローカルニュースを放送している非商用のローカルラジオ「シュタットラジオ・ゲッティンゲン」が聴取可能である。
全国的な商用のラジオ放送 ffn とヒット＝ラジオ・アンテネがニーダーザクセンの郷土紹介番組を放送しており、そのためにゲッティンゲンにスタジオを運営している。郡北部では、その地理上の位置関係から、トルフハウスの強力な送信所から放送されるブラウンシュヴァイク地域向け放送が受信できる。

## 市町村
| アインハイツゲマインデ 1. アーデレプゼン (Adelebsen, フレッケン 6,181) 2. バート・グルント (ハルツ) (Bad Grund (Harz)) 8,059) 3. バート・ラウターベルク・イム・ハルツ (Bad Lauterberg im Harz, 市 10,258) 4. バート・ザクサ (Bad Sachsa, 市 7,428) 5. ボーヴェンデン (Bovenden, フレッケン 14,095) 6. ドゥーダーシュタット (Duderstadt, 市 20,320) 7. フリートラント (Friedland 14,544) 8. グライヒェン (Gleichen 8,693) 9. ゲッティンゲン (Göttingen, 特別市 120,261) 10. ハン・ミュンデン (Hann. Münden, 市 23,418) 11. ヘルツベルク・アム・ハルツ (Herzberg am Harz, 市 12,783) 12. オステローデ・アム・ハルツ (Osterode am Harz, 独立自治体 21,382) 13. ロスドルフ (Rosdorf 12,310) 14. シュタウフェンベルク (Staufenberg 7,710) 15. ヴァルケンリート (Walkenried 4,407) | ザムトゲマインデとその市町村 1. ザムトゲマインデ・ドランスフェルト (Samtgemeinde Dransfeld 9,144) 1. ビューレン (Bühren 538) 2. ドランスフェルト (Dransfeld, 市 * 4,381) 3. ユーンデ (Jühnde 943) 4. ニーメタール (Niemetal 1,454) 5. シェーデン (Scheden 1,828) 2. ザムトゲマインデ・ギーボルデハウゼン (Samtgemeinde Gieboldehausen 13,599) 1. ビルスハウゼン (Bilshausen 2,236) 2. ボーデンゼー (Bodensee 787) 3. ギーボルデハウゼン (Gieboldehausen, フレッケン * 3,969) 4. クレーベック (Krebeck 1,026) 5. オーベルンフェルト (Obernfeld 942) 6. ルームシュプリンゲ (Rhumspringe 1,773) 7. ロルスハウゼン (Rollshausen 921) 8. リューダースハウゼン (Rüdershausen 827) 9. ヴォルブランツハウゼン (Wollbrandshausen 653) 10. ヴォラースハウゼン (Wollershausen 465) 3. ザムトゲマインデ・ハットルフ・アム・ハルツ (Samtgemeinde Hattorf am Harz 7,138) 1. エルビンゲローデ (Elbingerode 430) 2. ハットルフ・アム・ハルツ (Hattorf am Harz * 3,968) 3. ヘルデン・アム・ハルツ (Hörden am Harz 931) 4. ヴルフテン・アム・ハルツ (Wulften am Harz 1,809) 4. ザムトゲマインデ・ラードルフスハウゼン (Samtgemeinde Radolfshausen 7,222) 1. エーバーゲッツェン (Ebergötzen * 1,941) 2. ランドルフスハウゼン (Landolfshausen 1,081) 3. ゼーブルク (Seeburg 1,609) 4. ゾイリンゲン (Seulingen 1,319) 5. ヴァーケ (Waake 1,272) |

* は、各ザムトゲマインデの本部所在地を示す。

フレッケンは古くから市場開催権など自治権の一部を認められた町村である。独立自治体は郡の機能を一部代行できる権利を有する自治体である。

人口は、2023年12月31日現在の数値である。